# Nur-Sultan Challenger II 2021 - Doppio
É la seconda edizione del torneo nella stagione tennistica 2021. Denys Molčanov e Oleksandr Nedovjesov sono i detentori del titolo, ma solo Nedovyesov ha scelto di partecipare in coppia con Viktor Troicki.
In finale Nathaniel Lammons / Jackson Withrow hanno battuto Nathan Pasha / Max Schnur con il punteggio di 6-4, 6-2.

## Teste di serie
1. Nathaniel Lammons /  Jackson Withrow (vincitori)
2. Nathan Pasha /  Max Schnur (finalisti)

1. Oleksandr Nedovjesov /  Viktor Troicki (semifinale)
2. Peter Polansky /  Brayden Schnur (semifinale, ritirati)

## Wildcard
1. Timofej Skatov /  Otto Virtanen (quarti di finale)
2. Sergey Fomin /  Dostanbek Tashbulatov (primo turno)

1. Aleksandre Metreveli /  Dmitri Popko (quarti di finale)

## Alternate
1. Yan Bondarevskiy /  Alibek Kachmazov (primo turno)

## Tabellone

### Legenda
| - Q = Qualificato - WC = Wild card - LL = Lucky loser | - ALT = Alternate - SE = Special Exempt - PR = Protected Ranking | - w/o = Walkover - r = Ritirato - d = Squalificato |

|  | Primo turno         | Primo turno                   | Primo turno                   | Primo turno         | Primo turno |  |  | Quarti di finale | Quarti di finale       | Quarti di finale       | Quarti di finale       | Quarti di finale    |                     |   | Semifinali | Semifinali             | Semifinali             | Semifinali          | Semifinali       |   |   | Finale | Finale | Finale | Finale | Finale |  |
|  |                     |                               |                               |                     |             |  |  |                  |                        |                        |                        |                     |                     |   |            |                        |                        |                     |                  |   |   |        |        |        |        |        |  |
|  | 1                   | N Lammons J Withrow           | 6                             | 4                   | [10]        |  |  |                  |                        |                        |                        |                     |                     |   |            |                        |                        |                     |                  |   |   |        |        |        |        |        |  |
|  |                     | D Istomin D Yevseyev          | 1                             | 6                   | [7]         |  |  | 1                | N Lammons J Withrow    | N Lammons J Withrow    | 6                      | 6                   |                     |   |            |                        |                        |                     |                  |   |   |        |        |        |        |        |  |
|  |                     | B Bobrov E Donskoy            | B Bobrov E Donskoy            | 1                   | 3           |  |  | WC               | T Skatov O Virtanen    | T Skatov O Virtanen    | 3                      | 2                   |                     |   |            |                        |                        |                     |                  |   |   |        |        |        |        |        |  |
|  | WC                  | T Skatov O Virtanen           | T Skatov O Virtanen           | 6                   | 6           |  |  |                  |                        |                        |                        |                     |                     |   | 1          | N Lammons J Withrow    | N Lammons J Withrow    | N Lammons J Withrow | w/o              |   |   |        |        |        |        |        |  |
|  | 4                   | P Polansky B Schnur           | P Polansky B Schnur           | 6                   | 7           |  |  |                  |                        | 4                      | P Polansky B Schnur    | P Polansky B Schnur | P Polansky B Schnur |   |            |                        |                        |                     |                  |   |   |        |        |        |        |        |  |
|  | WC                  | S Fomin D Tashbulatov         | S Fomin D Tashbulatov         | 2                   | 62          |  |  | 4                | P Polansky B Schnur    | P Polansky B Schnur    | 6                      | 6                   |                     |   |            |                        |                        |                     |                  |   |   |        |        |        |        |        |  |
|  | G Lomakin V Manafov | G Lomakin V Manafov           | G Lomakin V Manafov           | G Lomakin V Manafov | w/o         |  |  |                  | G Lomakin V Manafov    | G Lomakin V Manafov    | 3                      | 2                   |                     |   |            |                        |                        |                     |                  |   |   |        |        |        |        |        |  |
|  | S Balaji B Rola     | S Balaji B Rola               | S Balaji B Rola               | S Balaji B Rola     |             |  |  |                  |                        |                        |                        |                     |                     |   | 1          | N Lammons J Withrow    | N Lammons J Withrow    | 6                   | 6                |   |   |        |        |        |        |        |  |
|  | WC                  | A Metreveli D Popko           | A Metreveli D Popko           | A Metreveli D Popko | w/o         |  |  |                  |                        |                        |                        |                     |                     |   |            |                        | 2                      | N Pasha M Schnur    | N Pasha M Schnur | 4 | 2 |        |        |        |        |        |  |
|  |                     | T Ito R Peniston              | T Ito R Peniston              | T Ito R Peniston    |             |  |  | WC               | A Metreveli D Popko    | A Metreveli D Popko    | A Metreveli D Popko    |                     |                     |   |            |                        |                        |                     |                  |   |   |        |        |        |        |        |  |
|  | Alt                 | Y Bondarevskiy A Kachmazov    | Y Bondarevskiy A Kachmazov    | 0                   | 1           |  |  | 3                | A Nedovyesov V Troicki | A Nedovyesov V Troicki | A Nedovyesov V Troicki | w/o                 |                     |   |            |                        |                        |                     |                  |   |   |        |        |        |        |        |  |
|  | 3                   | A Nedovyesov V Troicki        | A Nedovyesov V Troicki        | 6                   | 6           |  |  |                  |                        |                        |                        |                     |                     |   | 3          | A Nedovyesov V Troicki | A Nedovyesov V Troicki | 65                  | 2                |   |   |        |        |        |        |        |  |
|  | J Lenz S Ofner      | J Lenz S Ofner                | J Lenz S Ofner                | 78                  | 6           |  |  |                  |                        | 2                      | N Pasha M Schnur       | N Pasha M Schnur    | 7                   | 6 |            |                        |                        |                     |                  |   |   |        |        |        |        |        |  |
|  | M Kližan T Macháč   | M Kližan T Macháč             | M Kližan T Macháč             | 6                   | 3           |  |  |                  | J Lenz S Ofner         | J Lenz S Ofner         | 62                     | 4                   |                     |   |            |                        |                        |                     |                  |   |   |        |        |        |        |        |  |
|  |                     | F Ferreira Silva R Ramanathan | F Ferreira Silva R Ramanathan | 4                   | 3           |  |  | 2                | N Pasha M Schnur       | N Pasha M Schnur       | 7                      | 6                   |                     |   |            |                        |                        |                     |                  |   |   |        |        |        |        |        |  |
|  | 2                   | N Pasha M Schnur              | N Pasha M Schnur              | 6                   | 6           |  |  |                  |                        |                        |                        |                     |                     |   |            |                        |                        |                     |                  |   |   |        |        |        |        |        |  |